# 6-й этап RTCC 2011
Russian Touring Car Championship (RTCC) или Гран При RTCC — это профессиональный кузовной чемпионат по автомобильным кольцевым гонкам. Статус соревнований — Чемпионат и кубок России, гоночная серия создана в 2004
VI Этап Чемпионата России в зачетных группах "Туринг", "Туринг-Лайт"

VI Этап Кубка России в зачетных группах "Национальный", "Супер-Продакшн"
6 этап состоялся 25 сентября в Санкт-Петербурге недалеко от поселка Шушары , новая гоночная трасса под названием «Автодром Санкт-Петербург». Это единственная не только в Петербурге, но и в северо-западном регионе гоночная трасса.

## Туринг
25 сентября RTCC открыл новый автодром «Санкт-Петербург» шестым этапом соревнований. Несмотря на технические проблемы, гонки состоялись. Команда Storm Motorsport на старт шестого этапа не вышла. На предпоследнем этапе удача наконец-то улыбнулась пилоту ТНК, Олегу Квитке, который проехал первую гонку в полную силу без аварий и завоевал золото, оставив позади партнёра по команде Ухова и Александра Фролова. Во второй гонке у Ухова отказал задний контур тормозов, и Фролов прибыл первым с отрывом. Перед финалом серии главных конкурентов сезона разделяет всего 5 очков – лидирует молодой оренбуржец. За бронзу стабильно держался Сергей Рябов – объехать его не смог – Андрей Радошнов, Владимир Стрельченко, Дмитрий Добровольский.

## Супер-Продакшн
В «Супер-Продакшн» снова едут Александр Львов и Андрей Юшин, пропустившие Москву. В команде Василия Кричевского Taxi-2 Racing прибавление: вместе с ним на автодроме «Санкт-Петербург» стартует Александр Желтов на Honda Civic Type R. C 2004 по 2009 Желтов успешно участвовал в RTCC в классе «Национальный» (2 бронзы по итогам сезонов), и впервые решил попробовать свои силы в классе «Супер-Продакшн». Результаты за этап – 7 и 6 место. Серьёзная авария лишила Василия Кричевского очков за этап и возможности участвовать во второй гонке: на финиш первой пилот приехал без фар и переднего бампера.
Золото на этапе по очереди взяли Владимир Черевань и Виктор Козанков. Серебро – Виктор Козанков и Андрей Львов, для которого домашний этап сложился удачно по победам и очкам. Бронзу – Андрей Артюшин и Владимир Черевань. В Санкт-Петербурге состоялось долгожданное награждение победителей нижегородского этапа, которое отложилось в июле из-за апелляций и погодных условий.
ИТОГОВЫЙ ПРОТОКОЛ ЛИЧНЫХ РЕЗУЛЬТАТОВ "Супер-продакшн"	
| Место | Ст.№ | Фамилия, Имя       | Город           | Участник           | Гонка 1 | Гонка 2 | Очки |
| ----- | ---- | ------------------ | --------------- | ------------------ | ------- | ------- | ---- |
| 1     | 22   | Артюшин Андрей     | Москва          | Хонда Черёмушки    | 55,2    | 28,8    | 84   |
| 2     | 28   | Козанков Виктор    | Москва          | Хонда Марьино      | 34,8    | 48      | 82,8 |
| 3     | 27   | Засадыч Михаил     | Москва          | "Чистый город"     | 52      | 29      | 81   |
| 4     | 25   | Семенчев Юрий      | Химки           | Химки МоторСпорт   | 22,8    | 22,8    | 45,6 |
| 5     | 21   | Черевань Владимир  | Орел            | Хонда Черёмушки    | н/с     | 40,8    | 40,8 |
| 6     | 26   | Раев Михаил        | Москва          | Химки МоторСпорт   | 40,8    | н/к     | 40,8 |
| 7     | 24   | Кричевский Василий | Санкт-Петербург | Таxi-2 Racing team | н/к     | н/к     | 0    |

| Место | Название команды   | Ст.№ | Фамилия, Имя       | Гонка 1 | Гонка 2 | Очки  |
| ----- | ------------------ | ---- | ------------------ | ------- | ------- | ----- |
| 1     | Хонда Черёмушки    | 21   | Черевань Владимир  | н/с     | 40,8    | 124,8 |
|       |                    | 22   | Артюшин Андрей     | 55,2    | 28,8    |       |
| 2     | Химки Моторспорт   | 25   | Семенчев Юрий      | 22,8    | 22,8    | 86,4  |
|       |                    | 26   | Раев Михаил        | 40,8    | н/к     |       |
| 3     | Хонда Марьино      | 28   | Козанков Виктор    | 34,8    | 48      | 82,8  |
| 4     | Taxi-2 Racing Team | 24   | Кричевский Василий | н/к     | н/к     |       |

## Туринг-Лайт
Михаил Донченко, Михаил Грачев и Михаил Митяев уверенно выводят машины с глиняной обочины, которая останавливает более опытных спортсменов. После перипетий с автомобилем в Москве этап пропускает Илья Рыжанушкин.
Золото в двух заездах берет Александр Сотников, чем досрочно обеспечивает себе титул Чемпиона России по автомобильным кольцевым гонкам в классе «Туринг-Лайт» с большим отрывом по очкам. Серебро в первой гонке – у Бориса Шульмейстера, во второй – у Павла Кальмановича.  Бронза – у Михаила Грачева в первой и у Сергея Нуждина – во второй.

## Национальный
Шестой этап на новом автодроме «Санкт-Петербург» становится триумфом петербургских спортсменов: Дмитрий Саватеев и Сергей Коронатов по очереди получают бронзу в гонках. Этап пропускает Евгений Мейтес.
Первое и второе места снова дважды занимают Вадим Мещеряков и Василий Мезенцев, чем досрочно обеспечивают себе титулы чемпиона и вице-чемпиона России по автомобильным кольцевым гонкам за 2011 год. Малееву ещё предстоит отстоять бронзу сезона в борьбе с Владиславом Кубасовым.
| Место | Ст.№ | Фамилия, Имя       | Город           | Участник           | Гонка 1 | Гонка 2 | Очки |
| ----- | ---- | ------------------ | --------------- | ------------------ | ------- | ------- | ---- |
| 1     | 48   | Мещеряков Вадим    | Самара          | LADA sport racing  | 37      | 37      | 74   |
| 2     | 79   | Мезенцев Василий   | Самара          | АвтоКом-АФСО       | 31      | 27      | 58   |
| 3     | 72   | Саватеев Дмитрий   | Санкт-Петербург | ВПК СПОРТ          | 27      | 5       | 32   |
| 4     | 63   | Малеев Михаил      | Самара          | АвтоКом-АФСО       | 17      | 13      | 30   |
| 5     | 77   | Кубасов Владислав  | Москва          | ВПК СПОРТ          | 13      | 9       | 22   |
| 6     | 71   | Коронатов Сергей   | Санкт-Петербург | Таxi-2 Racing team | 0       | 22      | 22   |
| 7     | 37   | Гольцова Наталья   | Тольятти        | LADA sport racing  | 0       | 17      | 17   |
| 8     | 78   | Артемьев Александр | Алма-Ата        | Чистый город       | 0       | 0       | 0    |

ИТОГОВЫЙ ПРОТОКОЛ КОМАНДНЫХ РЕЗУЛЬТАТОВ «Национальный» абсолютный							
| Место | Название команды   | Ст.№ | Фамилия, Имя      | Гонка 1 | Гонка 2 | Очки |
| ----- | ------------------ | ---- | ----------------- | ------- | ------- | ---- |
| 1     | АвтоКом-АФСО       | 63   | Малеев Михаил     | 17      | 13      | 88   |
|       |                    | 79   | Мезенцев Василий  | 31      | 27      |      |
| 2     | ВПК СПОРТ          | 77   | Кубасов Владислав | 13      | 9       | 54   |
|       |                    | 72   | Саватеев Дмитрий  | 27      | 5       |      |
| 3     | Таxi-2 Racing team | 71   | Коронатов Сергей  | 0       | 22      | 22   |